# Yigal Frid
Yigal Frid (28 februari 1992) is een Israëlisch voetbalscheidsrechter. Hij is in dienst van FIFA en UEFA sinds 2018. Ook leidt hij sinds 2015 wedstrijden in de Ligat Ha'Al.
Op 17 oktober 2015 leidde Frid zijn eerste wedstrijd in de Israëlische nationale competitie. Tijdens het duel tussen Hapoel Akko en Hapoel Ra'anana (0–1 voor de bezoekers) trok de leidsman viermaal de gele kaart. In Europees verband debuteerde hij op 12 juli 2018 tijdens een wedstrijd tussen Lech Poznań en Gandzasar Kapan in de eerste voorronde van de UEFA Europa League; het eindigde in 2–0 en Frid trok driemaal de gele kaart.

## Interlands
| Datum            | Plaats                        | Wedstrijd                          | Uitslag | Competitie           | Kreeg geel | Kreeg voor de tweede keer geel en dus rood | Weggestuurd |
| ---------------- | ----------------------------- | ---------------------------------- | ------- | -------------------- | ---------- | ------------------------------------------ | ----------- |
| 31 maart 2021    | Belfast, Noord-Ierland        | Noord-Ierland – Bulgarije          | 0 – 0   | WK 2022 kwalificatie | 6          | 0                                          | 0           |
| 7 september 2021 | Zenica, Bosnië en Herzegovina | Bosnië en Herzegovina – Kazachstan | 2 – 2   | WK 2022 kwalificatie | 5          | 0                                          | 0           |
| 20 juni 2023     | Vaduz, Liechtenstein          | Liechtenstein – Slowakije          | 0 – 1   | EK 2024 kwalificatie | 1          | 0                                          | 0           |
| 9 juni 2025      | Tórshavn, Faeröer             | Faeröer – Gibraltar                | 2 – 1   | WK 2026 kwalificatie | 2          | 0                                          | 0           |

Laatst bijgewerkt op 10 juni 2025.